# Gastrosophie
La gastrosophie (composé de gastèr : « le ventre », « l'estomac »,  ; et de σοφία, sophia : « sagesse ») est une notion philosophique du goût et de la nourriture, une théorie se proposant de transmettre la culture du plaisir, selon une expression de Charles Fourier.
Dans l'élaboration utopique d'un monde meilleur, elle donne une place essentielle au goût qui concerne, dit Charles Fourier, quatre fonctions : la gastronomie, la cuisine, la conserve et la culture, dans le sens d'agriculture. La combinaison de ces fonctions engendre la gastrosophie, où la gastronomie devient une science destinée à offrir à tous les « raffinements de bonne chère que la civilisation réserve aux oisifs » (Charles Fourier). Les gastrosophes sont pour Fourier des « hygiénistes positifs, travaillant à organiser la voracité générale ». Après, une période de non-utilisation du terme « gastrosophie », durant tout le XXe siècle pendant lequel la gastronomie fut abordée par les aspects scientifiques de l'hygiène alimentaire et les aspects artistiques de l'art culinaire, la gastrosophie réapparait en France au XXIe siècle sous les plumes universitaires de Michel Onfray et Kilien Stengel.